# 主権者警護隊
主権者警護隊（しゅけんしゃけいごたい、ソブリンズ・ボディーガード、英: Sovereign's Bodyguard）は、イギリスの3つの儀式要員部隊の総称である。イギリス陸軍に属し主権者（イギリス国王）のボディーガードを任務とする。以下のような部隊がある。
- 国王陛下警護隊（紳士による名誉部隊） - 1509年設立
- 国王警護隊（召使） - 1485年設立
- スコットランド国王警護隊 - 1676年設立・1822年編入

国王警護隊は年長者により編成される。国王陛下警護隊は年配者により編成される。これは、後者が前者よりも階級が上位にあるためである。また、国王陛下警護隊が年配者で構成される理由は、国王に最も近い警護者とされるためである。